# Wilbur Schramm
Wilbur Lang Schramm (* 5. August 1907 in Marietta, Ohio; † 27. Dezember 1987 in Honolulu) war ein US-amerikanischer Kommunikationswissenschaftler und Hochschullehrer.

## Leben und Wirken
Wilbur Schramm studierte Anglistik, Literaturwissenschaft und Politikwissenschaft am Marietta College in seiner Heimatstadt und anschließend an der Harvard University, wo er 1930 den Magistergrad erwarb. Im Jahre 1932 promovierte er an der University of Iowa zum Ph.D. auf dem Gebiet der amerikanischen Literatur. Es folgten weitere Studien als Postdoc auf den Gebieten Psychologie und Soziologie. 1935 begann er eine Tätigkeit als wissenschaftlicher Assistent für Englische Literatur an der University of Iowa, 1939 wurde er dort außerordentlicher, 1941 ordentlicher Professor. Außerdem leitete er dort eine Schreibwerkstatt. Von 1941 bis 1943 war Schramm beim nationalen Office of War Information tätig. Hier begann sein Interesse für die Gebiete der Verhaltensforschung und Kommunikationswissenschaft. Nach seiner Rückkehr an die University of Iowa leitete er dort die „School of Journalism“. 1947 wechselte er an die University of Illinois at Urbana-Champaign. Seine Professur war nun der Kommunikationsforschung gewidmet. Mehr und mehr beschäftigte er sich mit Problemen der Massenkommunikation. Von 1955 bis zum Eintritt in den Ruhestand 1973 lehrte er an der Stanford University. Er zog nach Honolulu um; an der dortigen University of Hawaiʻi übernahm er die Leitung des „East-West Communication Institute“.
In den USA gilt Schramm als Begründer der Kommunikationsforschung. Während seiner Tätigkeit als Hochschullehrer bereiste er vor allem Asien und Afrika und studierte dort die Formen der Massenkommunikation. Einige seiner Veröffentlichungen wurden mehrmals neu aufgelegt.

## Veröffentlichungen (Auswahl)
- (Hrsg.): Mass communication. A book of readings. University of Illinois Press, Urbana, Ill. 1949 (2. Aufl.) 1975, ISBN 0-252-00015-3.

- (Hrsg.): The process and effects of mass communication. University of Illinois Press, Urbana, Ill. 1954 (4. Aufl. 1977, ISBN 0-252-00197-4).
- (mit Fred S. Siebert u. Theodore Peterson): Four theories of the press. The authoritarian, libertarian, social responsibility and Soviet communist concepts of what the press should be and do. University of Illinois Press, Urbana, Ill. 1956 (Reprint 2000, ISBN 0-8369-8173-1).
- Responsibility in mass communication. Harper, New York 1957 (3. Aufl. 1980, ISBN 0-06-013594-8).
- (mit Jack Lyle, Edwin B. Parker): Television in the lives of our children. Stanford University Press, Stanford 1961 (Reprint 1981, ISBN 0-8047-0062-1).
- Programmierter Unterricht heute und morgen. 2. Aufl. Cornelsen, Berlin 1963 (dt. Übersetzung von: Programed instruction today and tomorrow).
- (mit Jack Lyle u. Ithiel de Sola Pool): People look at educational television. Stanford University Press, Stanford 1963 (Reprint: Greenwood, Westport 1977, ISBN 0-8371-9507-1).
- Mass media and national development. The role of information in the developing countries. Stanford University Press, Stanford 1964 (Neuauflage 1973, ISBN 0-8047-0227-6).
- (Hrsg.): Grundfragen der Kommunikationsforschung. Juventa, München 1964 (5. Aufl. 1973, ISBN 3-7799-0051-3).
- (Hrsg., mit Daniel Lerner): Communication and change in the developing countries. East-West Center Book, Honolulu 1972
- (Hrsg.): Quality in instructional television. East-West Center Book, Honolulu 1972, ISBN 0-8248-0255-1.
- (Mithrsg.): Handbook of communication. Rand MacNally Coll. Publ. Com., Chicago 1973.
- (mit Erwin Atwood): Circulation of news in the Third World. A study of Asia. Chinese University Press, Hong Kong 1981, ISBN 962-201-238-8.
- The story of human communication. Cave painting to microchip. Harper & Row, New York 1988, ISBN 0-06-045799-6.
- The beginnings of communication study in America. A personal memoir. Posthum hrsg. von Steven H. Chaffee u. a. Sage, Seven Oaks 1997, ISBN 0-7619-0715-7.